# روبن گریگوریان
روبن گریگوریان یا روبیک گریگوریان (به زبان ارمنی Ռուբեն Գրիգորյան - به زبان لاتین Rouben Gregorian)، (زادهٔ ۱۹۱۵ – درگذشتهٔ ۲۸ مارس ۱۹۹۱) آهنگ‌ساز، رهبر ارکستر، نوازنده و مُدرسِ ویولن، ارمنی‌تبار اهل ایران بود.

## زندگی‌نامه
روبن گریگوریان در سال ۱۹۱۵ میلادی (۱۲۹۴ خورشیدی) در تفلیس، پایتخت گرجستان کنونی در یک خانواده ارمنی متولد شد.
روبیک دو برادر کوچک‌تر از خود داشت که آن‌ها هم موسیقی را به حد زیادی دوست داشتند و از آن آگاهی داشتند که یکی از آنان به نام «هانری» از نوازندگان بزرگ ارکستر سمفونیک یک‌صد نفری نیویورک بود.
در تهران موسیقی را نزد پدر و بعد از آن استادان روسی و بلژیکی فرا گرفت. وی در سال ۱۹۳۸ (۱۳۱۷) همراه تحصیل هنرستان موسیقی غلامحسین مین‌باشیان به اداره موسیقی کشور وارد شد.
تحصیلات خود را در هنرستان عالی موسیقی به پایان رسانید و مدتی رهبر آوازهای دسته‌جمعی هنرستان بود. پس از آن عهده‌دار مدیریت هنرستان عالی موسیقی بود، و مدتی نیز رهبری ارکستر سمفونیک تهران را به‌عهده داشت.
- مشاغل و سمت‌های مورد تصدی: کارمند اداره موسیقی کشور. نویسنده مقالاتی در جمله موسیقی. نوازنده مدارس و سرپرست ارکستر سمفونیک. کفیل اداره موسیقی کشور. نوازنده دیوان اول در ارکستر سمفونیک بوستون در آمریکا در کنسرت مایستر.
- فعالیت‌های آموزشی: روبن گریگوریان سال‌ها به تدریس موسیقی در تهران مشغول بوده است. وی علاوه بر ویولون به تدریس آهنگ‌سازی نیز می‌پرداخت.
- سایر فعالیت‌ها و برنامه‌های روزمره: روبن گریگوریان به مطالعه تحقیق و نوشتن قطعاتی برای دیوان علاقه‌مند بوده است.

وی نخستین کسی است که ترانه‌های محلی ایران را جمع‌آوری کرد و برای چهار صدا تنظیم نمود. در همین زمینه کتابی در دو جلد به‌نام «ترانه‌های محلی» انتشار داد. از جمله این ترانه‌ها می‌توان به «آی سرکُتل»، «مَسُم، مَسُم»، «هی یار، هی یار» اشاره نمود و ترانه‌های فراموش‌شده‌اش چون: «دختر بویر احمد»
و «دست به دستمالم». از دیگر آثار او: «کوارتت زهی»؛ «اسکرتسو»؛ «چند آواز برای پیانو»؛ «فانتزی اوریانتال»؛ «سوئیت ایرانی».
او در موسیقی از سبک ریمسکی کورساکف و آرام خاچاتوریان پیروی می‌کرد.
وی در سال ۱۹۵۲ (۱۳۳۱) رهسپار آمریکا شد و در شهر بوستون ساکن شد. در بوستون به عضویت هنرستان موسیقی درآمد و رهبری ارکسترهای مجلسی و سمفونیک را به‌عهده گرفت. از شاگردهای او می‌توان به واروژان اشاره کرد.

## چکیده‌ای از افکار روبن گریگوریان

روبیک گریگوریان در دوران جوانی

«خدمت به موسیقی، آهنگ‌سازی، رهبری یا نوازندگی یک شغل نیست، یک وظیفه است. آهنگ‌ساز یا نوازنده موظف است که هنرش را گسترش و ارائه دهد»
«هنر عنصر خودپرستی است. وقف کامل می‌خواهد. باید کاملاً برایش قربانی شد. نمی‌توان گه‌گاه به آن پرداخت اما خوشبختی هم فقط جنبهٔ مادی ندارد. می‌توان از لحاظ روحی و فکری خوشبخت بود. این باارزش و ماندنی است. قدرتی که در ملت‌های قدیمی وجود دارد همین است. این اسلحه‌ای است که ملت‌ها را نگاه می‌دارد»

## بزرگ‌داشت روبن گریگوریان
مراسم بزرگ‌داشت روبیک گریگوریان پدر موزیک فولکلور و رهبر ارکستر سمفونیک تهران در روز چهارشنبه ۱۹۱۲ (۳۰ فروردین ۱۳۹۱) در باشگاه آرارات تهران به همت موسسه ترجمه و تحقیق هور برگزار شد. این برنامه شامل سخن‌رانی امیراشرف آریانپور و شاهین فرهت و نمایش فیلم و اجرای ارکستر ارامنه انجام شد.